# Vallis Bohr
Vallis Bohr - dolina księżycowa o długości 80 km, której środek ma współrzędne selenograficzne 12,4°N; 86,6°W. Dolinę nazwano na cześć duńskiego fizyka Nielsa Bohra, nazwa została zatwierdzona przez Międzynarodową Unię Astronomiczną w roku 1976.